# Gerda malaperis!
 (juillet 2017).
Si vous disposez d'ouvrages ou d'articles de référence ou si vous connaissez des sites web de qualité traitant du thème abordé ici, merci de compléter l'article en donnant les références utiles à sa vérifiabilité et en les liant à la section « Notes et références ».
Gerda malaperis! (Gerda a disparu !) est un roman écrit en espéranto en 1983 par Claude Piron, célèbre espérantophone suisse.
Ce livre est probablement le plus célèbre récit éducatif en espéranto. Rédigé avec un vocabulaire usuel, il est particulièrement bien adapté pour des apprenants ayant déjà quelques bases en espéranto.
Pour des étudiants du même niveau, il existe aussi Lasu min paroli plu également écrit par Claude Piron, qui utilise, chapitre après chapitre, les mêmes règles de grammaire et le même vocabulaire que Gerda malaperis mais dans un contexte totalement différent, afin de faciliter l'assimilation du vocabulaire et de la grammaire appris dans Gerda Malaperis.
Le roman a été porté en film en 2006 par ImaguFilmo.